# Dance Music
Dance Music je hudební album velšského hudebníka a skladatele Johna Calea. Jde o soundtrack k baletu Nico pojednávajícím o zpěvačce Nico, se kterou Cale během jejího života často spolupracoval (autorem choreografie byl Ed Wubbe, hudbu složil Cale). Nahrávání alba probíhalo na podzim 1997 v Nizozemsku a vyšlo v následujícím roce u vydavatelství Detour Records. Jeho producenty byli Cale a Jean-Michel Reusser. Ačkoliv album vyšlo pod jeho jménem, on sám hraje pouze v jedné skladbě. V ostatních pak hraje skupina Ice Nine a dvě pochází od Nico. Jde o skladby „Ari Sleepy Too“ a „Nibelungen“. Album bylo nahráno během představení baletu, výjimkou je skladba „España“, jejíž nahrávka byla pořízena v New Yorku. Skladba „Death Camp“ byla v roce 2001 použita coby doprovod závěrečných titulků filmu Sauvage innocence režiséra Philippa Garrela (Cale v minulosti složil hudbu k několika jeho filmům).

## Seznam skladeb
Autorem všech skladeb je John Cale, mimo skladeb „Ari Sleepy Too“ a „Nibelungen“. Interpretem všech skladeb je skupina Ice Nine mimo uvedených výjimek.
| Pořadí         | Název                 | Délka |
| -------------- | --------------------- | ----- |
| 1.             | Intro                 | 4:13  |
| 2.             | New York Underground  | 3:52  |
| 3.             | Night Club Theme      | 2:08  |
| 4.             | Modelling             | 10:22 |
| 5.             | Out of China          | 5:04  |
| 6.             | Death Camp            | 3:39  |
| 7.             | Ari Sleepy Too (Nico) | 4:44  |
| 8.             | Iceberg I             | 7:39  |
| 9.             | Jim                   | 5:09  |
| 10.            | Iceberg II            | 8:01  |
| 11.            | España (John Cale)    | 9:48  |
| 12.            | Nibelungen (Nico)     | 2:44  |
| Celková délka: | Celková délka:        | 67:25 |

## Obsazení
- John Cale – klavír v „España“

Ice Nine
- Tineke de Jong – housle
- Jan Schoonenberg – viola
- Ernst Grapperhause – viola
- Baptist Kervers – viola
- Marjolein Meijer – violoncello
- Jasper Teule – kontrabas
- Corrie van Binsbergen – kytara
- Marc van de Geer – klavír, syntezátory
- Arend Niks – perkuse